# Hong Jong-hyun
Hong Jong-hyun (홍종현?, Hong Jong-hyeonLR, Hong Chong-hyŏnMR; Seul, 2 febbraio 1990) è un modello e attore sudcoreano.
Ha iniziato la sua carriera nel 2007 come modello, debuttando come attore l'anno seguente in ruoli secondari e ottenendo la prima parte da protagonista nel 2014 nel serial Her Lovely Heels.

## Filmografia

### Cinema
- Ssanghwajeom (쌍화점?), regia di Yoo Ha (2008)
- Yeon-indeul - Hey, Tom (연인들 - 헤이, 톰?, He-i, TomLR), regia di Kim Jong-kwan (2008)
- Bada jjog-euro, han ppyeom deo (바다 쪽으로, 한 뼘 더?), regia di Choi Ji-young (2009)
- Gwi - Nae gyeot-e iss-eojwo (귀 - 내곁에 있어줘?), regia di Hong Dong-myung (2010)
- Gyeongchalgajok (경찰가족?) (2013)
- Ai ferri corti (위험한 상견례 2?, Wiheomhan sanggyeonrye 2LR), regia di Kim Jin-young (2015)
- Alice - Wonderland-eseo on sonyeon (앨리스: 원더랜드에서 온 소년?, Aelliseu - Wondeoraendeu-eseo on sonyeonLR), regia di Heo Eun-hee (2015)

### Televisione
- Maenttang-e heading (맨땅에 헤딩?, Maenttang-e hedingLR) – serie TV (2009)
- Oh! My Lady (오! 마이 레이디?, O! Ma-i re-i-diLR) – serie TV (2010)
- Jeonggeulpiswi 2 (정글피쉬 2?) – serie TV (2010)
- White Christmas (화이트 크리스마스?, Hwa-iteu KeuriseumaseuLR) – serie TV (2011)
- Musa Baek Dong-soo (무사 백동수?, Musa Baek Dong-suLR) – serie TV (2011)
- Vampire Idol (뱀파이어 아이돌?, Baempa-i-eo a-idolLR) – sitcom (2011)
- Nanpokhan romance (난폭한 로맨스?, Nanpokhan romaenseuLR) – serie TV (2012)
- Hero (히어로?, Hi-eoroLR), regia di Kim Hong-sun, Kim Jung-min – miniserie TV (2012)
- Chin-aehaneun dangsin-ege (친애하는 당신에게?) – serie TV (2012)
- Jeon Woo-chi (전우치?, Jeon U-chiLR) – serie TV (2012-2013)
- Yeon-aejojakdan Cyrano (연애조작단; 시라노?, Yeon-aejojakdan SiranoLR) – serie TV (2013)
- Yeojamanhwa gudu (여자만화 구두?) – miniserie TV (2014)
- Naega gyeolhanhaneun i-yu (내가 결혼하는 이유?) – film TV (2014)
- Mama (마마?) – serie TV (2014)
- Yu-mi-ui bang (유미의 방?) – serie TV (2015)
- Dar-ui yeon-in - Bobogyeongsim ryeo (달의 연인 - 보보경심 려?) – serie TV (2016)
- Wang-eun saranghanda (왕은 사랑한다?) – serie TV (2017)
- Il voto della morte (국민사형투표?, GungminsahyeongtupyoLR) – serie TV (2023)
- Due contro tutti (레이스?, Re-iseuLR) – serie TV (2023)

## Riconoscimenti
| Anno | Premio                              | Categoria                                         | Opera nominata                      | Risultato       |
| ---- | ----------------------------------- | ------------------------------------------------- | ----------------------------------- | --------------- |
| 2011 | Korea Best Dresser Swan Awards      | Modello meglio vestito                            |                                     | Vincitore/trice |
| 2014 | MBC Entertainment Awards            | Nuova stella dell'anno                            | Uri gyeolhonhaess-eo-yo             | Vincitore/trice |
| 2014 | MBC Drama Awards                    | Miglior nuovo attore                              | Mama                                | Candidato/a     |
| 2015 | Cable TV Broadcasting Awards        | Premio miglior coppia (con Han Seung-yeon)        | Yeojamanhwa gudu                    | Vincitore/trice |
| 2015 | Asia Model Festival Awards          | Premio nuova stella                               |                                     | Vincitore/trice |
| 2016 | Korea Film Directors Society Awards | Premio popolarità                                 |                                     | Vincitore/trice |
| 2016 | SBS Drama Awards                    | Premio all'eccellenza, attore in un drama fantasy | Dar-ui yeon-in - Bobogyeongsim ryeo | Candidato/a     |